# American-Football-Europameisterschaft der Frauen 2015
Die American-Football-Europameisterschaft der Frauen 2015 (engl.: IFAF Europe Women’s European Championship) war die erste Ausspielung der europäischen Kontinentalmeisterschaft im Frauen-American-Football und wurde vom 2. August bis zum 8. August in Granada (Spanien) ausgetragen. An der Europameisterschaft nahmen sechs Mannschaften teil, die in zwei Gruppen eingeteilt waren. Erster American-Football-Europameister der Frauen wurde das Team aus Finnland.

## Qualifikation
Über die Weltrangliste qualifizierten sich folgende fünf Mannschaften für die Finalrunde:
| Österreich | Finnland | Deutschland | Spanien | Schweden |

Der sechste und letzte Startplatz wurde in einem Qualifikationsspiel ermittelt:
|                        |                                |  |                |                          |          |  |                             |
|                        | Hatfield 3. Mai 2015 14:30 Uhr |  | Großbritannien | \| \| 54 : 6 \| \| \| \| | Russland |  | University of Hertfordshire |
| (22:0, 22:0, 8:0, 2:6) | Hatfield 3. Mai 2015 14:30 Uhr |  | Großbritannien |                          | Russland |  | University of Hertfordshire |
|                        | 54 : 6                         |  |                |                          |          |  |                             |
|                        |                                |  |                |                          |          |  |                             |

## Endrunde

### Gruppenphase

#### Gruppe A
| Datum          | Kickoff | Team 1   | Ergebnis                        | Team 2     | Stadion                             |
| -------------- | ------- | -------- | ------------------------------- | ---------- | ----------------------------------- |
| 2. August 2015 | 21:00   | Spanien  | 18:56 (0:16, 12:12, 0:12, 6:16) | Finnland   | Estadio Maracena, Granada (Spanien) |
| 4. August 2015 | 21:00   | Spanien  | 06:21 (0:7, 6:0, 0:7, 0:7)      | Österreich | Estadio Maracena, Granada (Spanien) |
| 6. August 2015 | 10:30   | Finnland | 52:70 (14:0, 14:7, 16:0, 8:0)   | Österreich | Estadio Maracena, Granada (Spanien) |

| Gruppe A |            |   |   |   |       |     |    |       |    |
|          | Team       | S | U | N | Pct   | P+  | P− | Diff. | TD |
| 1        | Finnland   | 2 | 0 | 0 | 1.000 | 108 | 25 | +83   | 15 |
| 2        | Österreich | 1 | 0 | 1 | 0.500 | 28  | 58 | −30   | 4  |
| 3        | Spanien    | 0 | 0 | 2 | 0.000 | 24  | 77 | −53   | 4  |

#### Gruppe B
| Datum          | Kickoff | Team 1      | Ergebnis                      | Team 2         | Stadion                             |
| -------------- | ------- | ----------- | ----------------------------- | -------------- | ----------------------------------- |
| 2. August 2015 | 10:30   | Deutschland | 06:17 (0:0, 6:7, 0:3, 0:7)    | Großbritannien | Estadio Maracena, Granada (Spanien) |
| 4. August 2015 | 10:30   | Schweden    | 14:30 (0:10, 0:0, 0:6, 14:14) | Großbritannien | Estadio Maracena, Granada (Spanien) |
| 6. August 2015 | 21:00   | Deutschland | 22:12 (8:0, 8:0, 6:0, 0:12)   | Schweden       | Estadio Maracena, Granada (Spanien) |

| Gruppe B |                |   |   |   |       |    |    |       |    |
|          | Team           | S | U | N | Pct   | P+ | P− | Diff. | TD |
| 1        | Großbritannien | 2 | 0 | 0 | 1.000 | 47 | 20 | +27   | 6  |
| 2        | Deutschland    | 1 | 0 | 1 | 0.500 | 28 | 29 | 0−1   | 4  |
| 3        | Schweden       | 0 | 0 | 2 | 0.000 | 26 | 52 | −26   | 4  |

### Platzierungsspiele

#### Spiel um Platz 5
|                       |                                 |  |         |                           |          |  |                  |
|                       | Granada 8. August 2015 8:00 Uhr |  | Spanien | \| \| 14 : 12 \| \| \| \| | Schweden |  | Estadio Maracena |
| (6:0, 8:12, 0:0, 0:0) | Granada 8. August 2015 8:00 Uhr |  | Spanien |                           | Schweden |  | Estadio Maracena |
|                       | 14 : 12                         |  |         |                           |          |  |                  |
|                       |                                 |  |         |                           |          |  |                  |

#### Spiel um Platz 3
|                       |                                  |  |            |                          |             |  |                  |
|                       | Granada 8. August 2015 11:00 Uhr |  | Österreich | \| \| 7 : 26 \| \| \| \| | Deutschland |  | Estadio Maracena |
| (0:0, 0:14, 0:6, 7:6) | Granada 8. August 2015 11:00 Uhr |  | Österreich |                          | Deutschland |  | Estadio Maracena |
|                       | 7 : 26                           |  |            |                          |             |  |                  |
|                       |                                  |  |            |                          |             |  |                  |

#### Finale
|                        |                                  |  |          |                           |                |  |                  |
|                        | Granada 8. August 2015 21:00 Uhr |  | Finnland | \| \| 50 : 12 \| \| \| \| | Großbritannien |  | Estadio Maracena |
| (6:3, 14:6, 6:3, 24:0) | Granada 8. August 2015 21:00 Uhr |  | Finnland |                           | Großbritannien |  | Estadio Maracena |
|                        | 50 : 12                          |  |          |                           |                |  |                  |
|                        |                                  |  |          |                           |                |  |                  |

## Abschlusstabelle
| Rang                 | Mannschaft     |
| -------------------- | -------------- |
| Europameister (Gold) | Finnland       |
| Silber               | Großbritannien |
| Bronze               | Deutschland    |
| Vierter              | Österreich     |
| Fünfter              | Spanien        |
| Sechster             | Schweden       |
| Siebter              | Russland       |